# San Clemente (Kasztília-La Mancha)
San Clemente egy község Spanyolországban, Cuenca tartományban. San Clemente El Provencio, La Alberca de Záncara, Santa María del Campo Rus, El Cañavate, Cañada Juncosa, Atalaya del Cañavate, Vara de Rey, Casas de Fernando Alonso, Casas de los Pinos, Villarrobledo és Las Pedroñeras községekkel határos. Lakosainak száma 6812 fő (2024).

## Népesség
A település népessége az utóbbi években az alábbiak szerint változott:
| Lakosok száma | 6534 | 6711 | 6886 | 7093 | 7367 | 7188 | 7220 | 6988 | 6953 | 6812 |
|               | 2001 | 2004 | 2006 | 2009 | 2011 | 2014 | 2016 | 2019 | 2021 | 2024 |